# 에어로스비트 항공
에어로스비트 항공(영어: AeroSvit Airlines)은 키에프에 본사를 두었던 항공사로 허브 공항은 보리스필 국제공항이 있었다.

## 개요
에어로스비트 항공은 키예프에 본사를 두었고 허브 공항으로 보리스필 국제공항이 있었다. 우크라이나 국내선, 러시아, 이스라엘, 터키, 불가리아, 그리스, 키프로스, 헝가리등 국제선 노선이 취항하고 있으며 총 26개 국에 노선을 운항하고 있었다. 또한 일부 국제선의 경우 전세편으로 운항하였다.
에어로스비트 항공은 우크라이나의 최초의 항공사 중 하나이다. 회사는 합자하여 1994년 3월 25일 설립되어 같은 해 4월부터 운항을 시작했다. 최초 취항 노선은 보리스필 국제공항에서 텔아비브, 오데사, 테살로니키, 아테네, 라르나카 노선을 우크라이나 항공과 공동 운항을 했다. 10월부터 보잉 737-200 기종이 임대 되면서 모스크바 국제선 노선을 취항하였다.
에어로스비트 항공은 우크라이나 국내선 점유율이 62%에 달하고 있지만, 네덜란드의 길워드 인비스티먼트(영어: Gilward Investments)도 38%를 보유하였다.
2012년 도쿄 간의 정기 전세기를 일주일에 한 편 운항하기로 결정하고 향후 정기 항공편이 될 예정이다. 하지만 2012년 12월 경영난으로 인해 공항 이용료 미납 누적으로 인해 많은 정기 노선이 운항이 중지와 동시에 파산 신청을 했으며 2013년 1월 1일에 회사가 사실상 파산되었다.

## 운항 노선
- 2012년 7월 기준으로 에어로스비트 항공은 다음과 같은 노선을 운항하고 있다.

### 코드쉐어 협정
- 에어로스비트 항공은 다음과 같은 항공사와 코드쉐어 협정을 체결하고 있다.[3]

| - 아에로플로트 (스카이팀) - 에어발틱 - 아르마비아 - 벨라비아 항공 | - 체코 항공 (스카이팀) - 드니프로아비아 (우크라이나 항공 그룹) - 도나비아 항공 (스카이팀) - 돈바스아에로 (우크라이나 항공 그룹) | - El Al - 에스토니아 항공 - 조지아 항공 - 하이난 항공 | - 함부르크 항공 - LOT 폴란드 항공 (스타 얼라이언스) - 로시야 항공 (스카이팀) - 스카이웨이 항공 | - 타이항공 (스타 얼라이언스) - 터키항공 (스타 얼라이언스) - 우크라이나 국제항공 - 베트남 항공 (스카이팀) | - 불가리아 항공 - 윈드로즈 항공 |

## 보유 기종
- 2016년 5월 기준으로 에어로스비트 항공은 다음과 같은 기종을 보유하고 있으며 평균 기령은 17.6년이다.[5][6]

## 사진

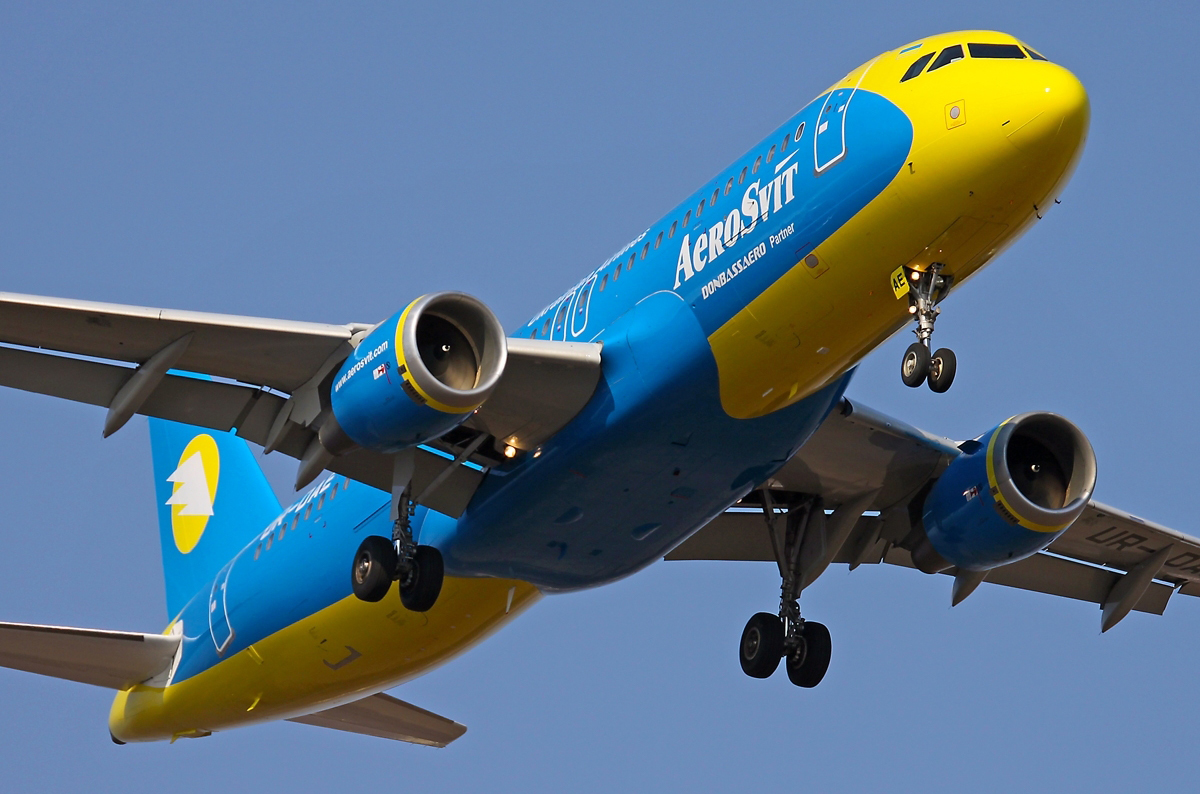
에어로스비트 항공의 에어버스 A320-200
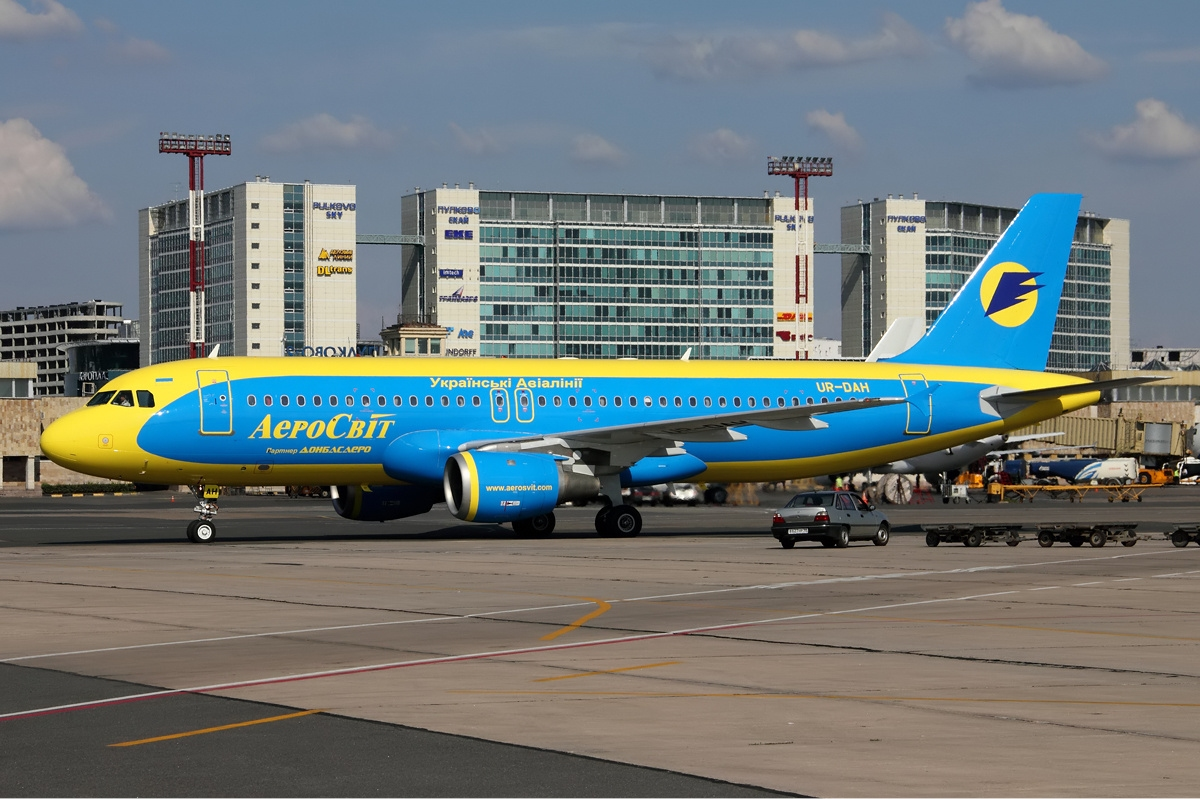
에어로스비트 항공의 에어버스 A320-200
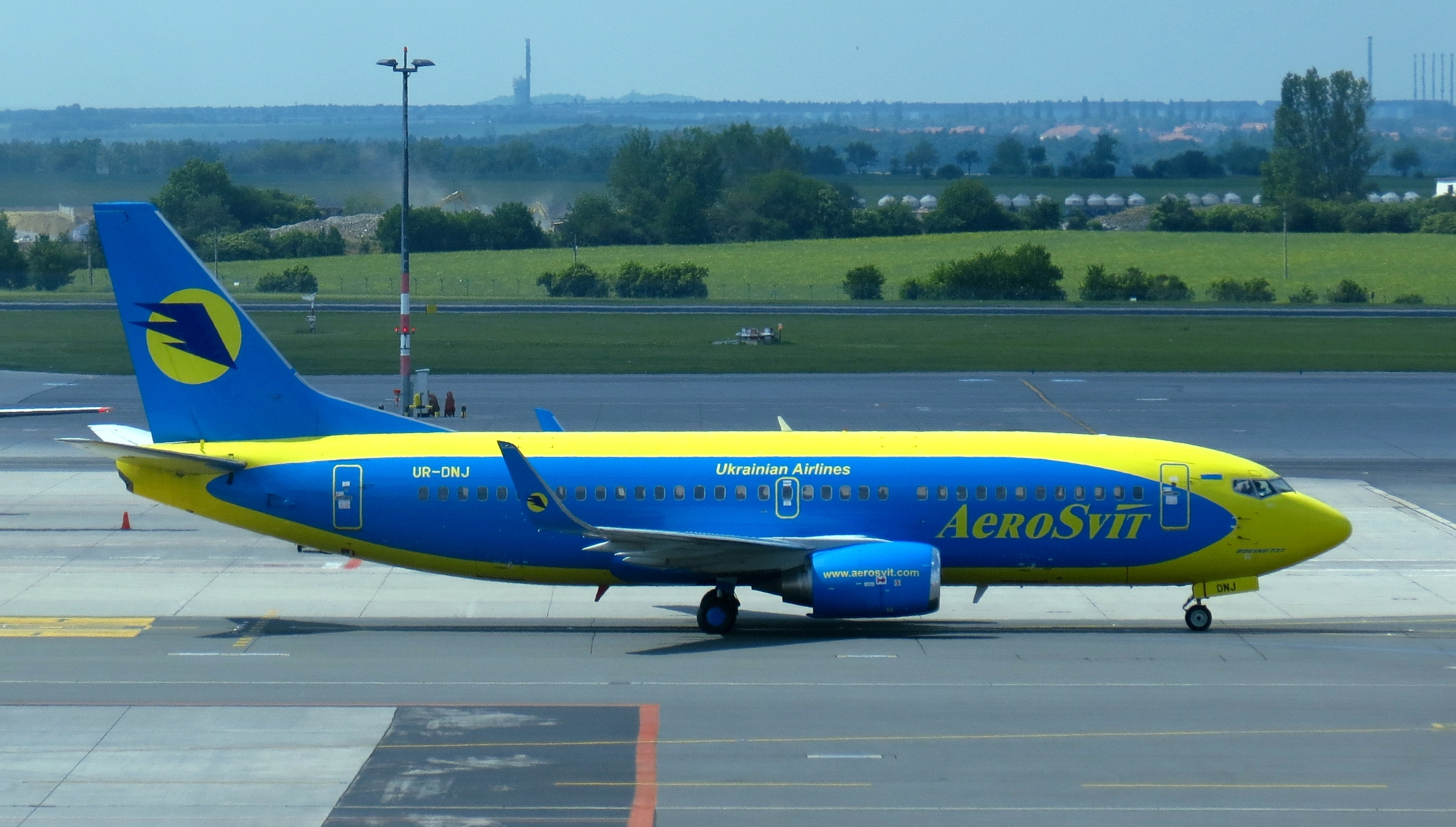
에어로스비트 항공의 보잉 737-300
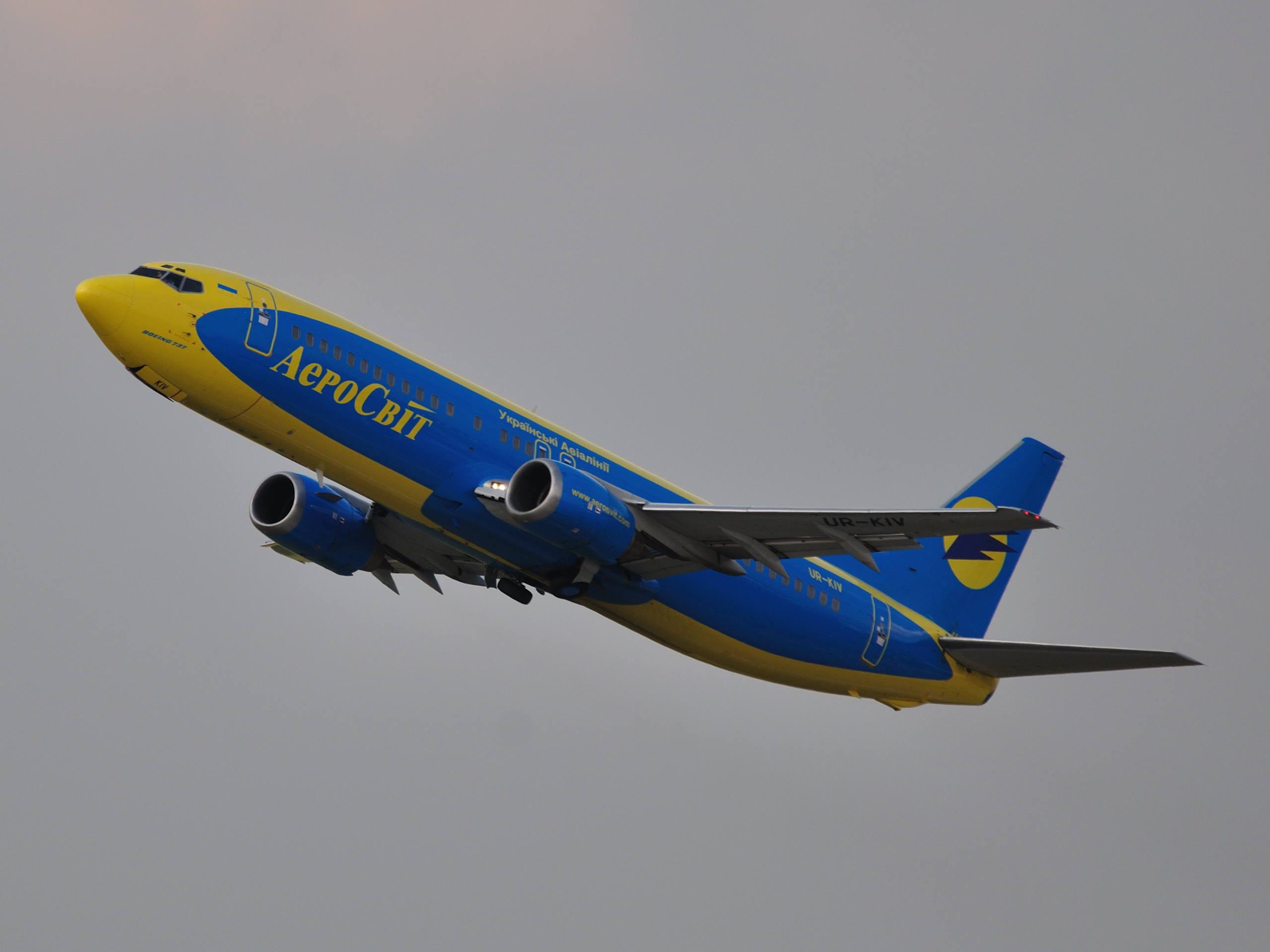
에어로스비트 항공의 보잉 737-400
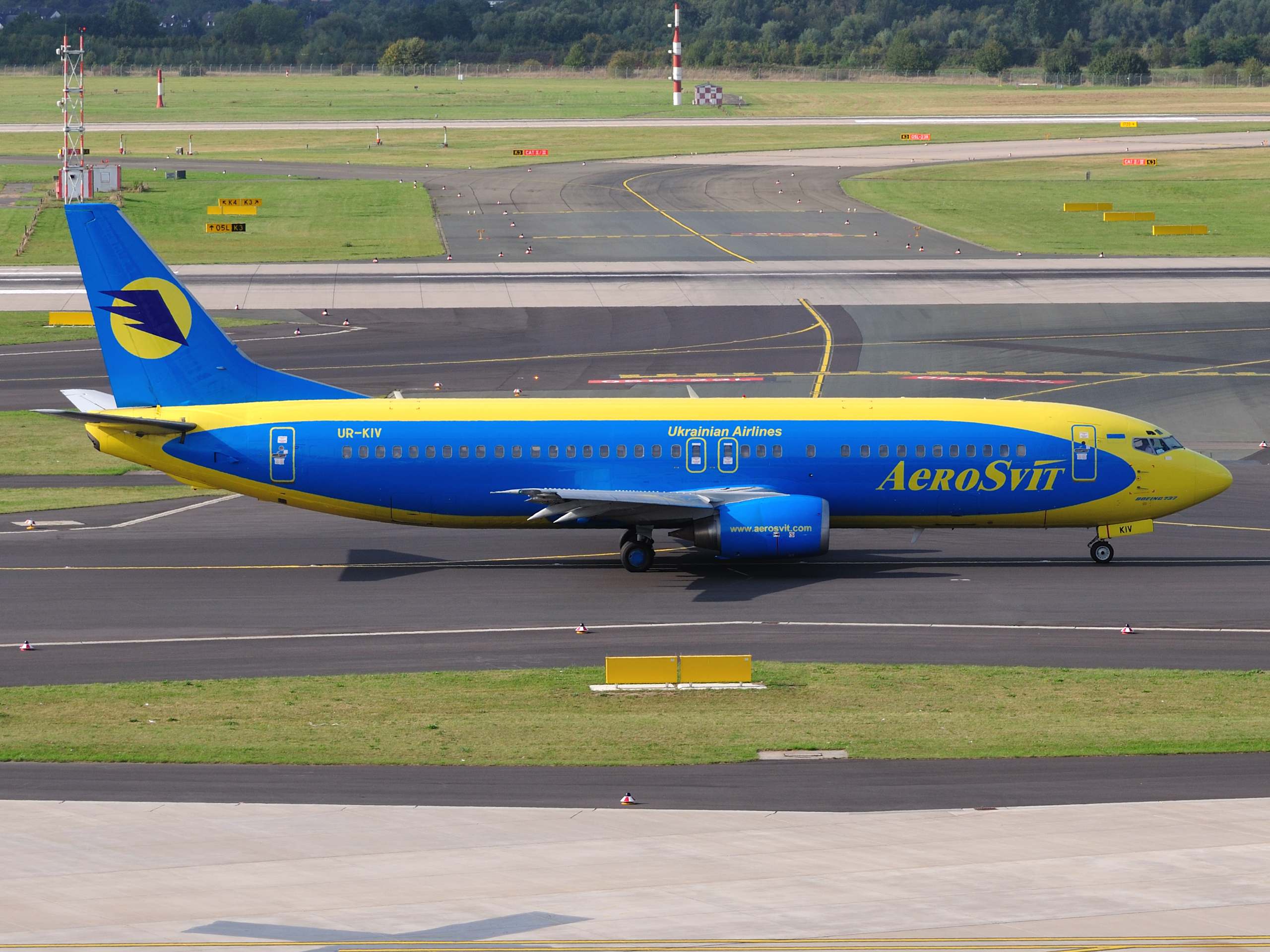
에어로스비트 항공의 보잉 737-400
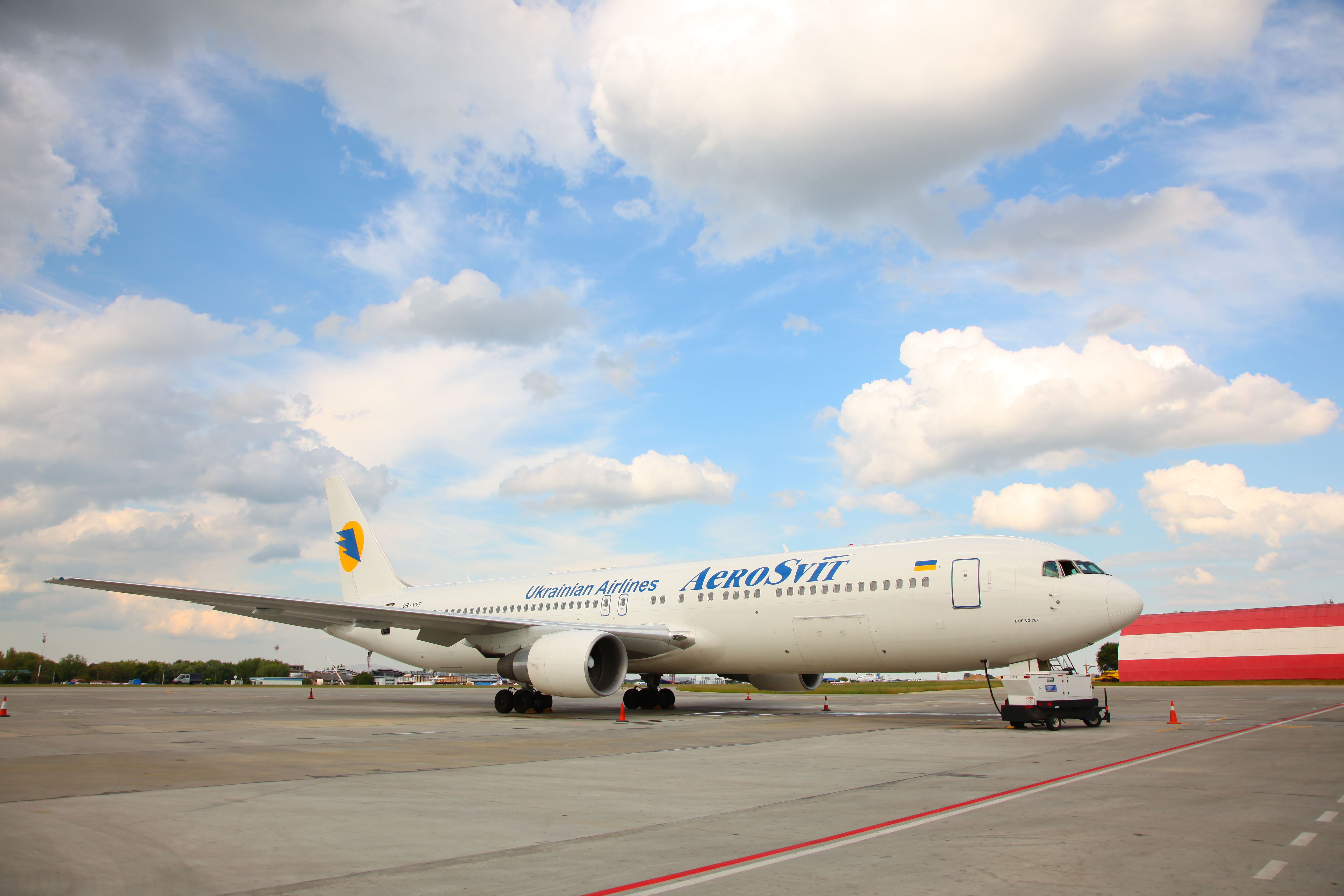
에어로스비트 항공의 보잉 767-300ER
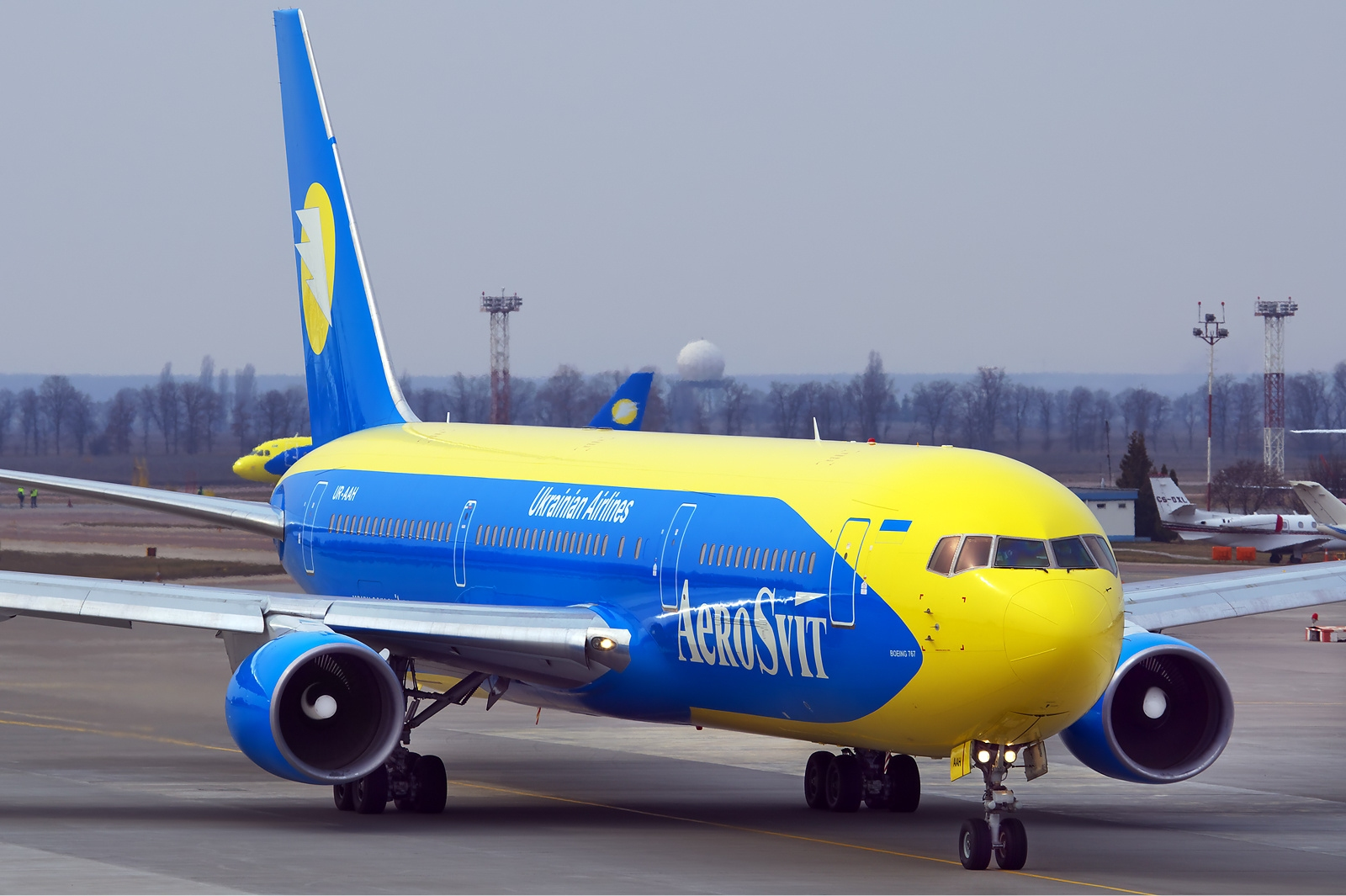
에어로스비트 항공의 보잉 767-300ER